# Frații Safdie
Joshua Safdie și Benjamin Safdie, cunoscuți profesional ca frații Safdie, sunt doi regizori, scenariști și producători de film americani, cunoscuți datorită filmelor Good Time și Diamante neșlefuite.